# Jacob Revius

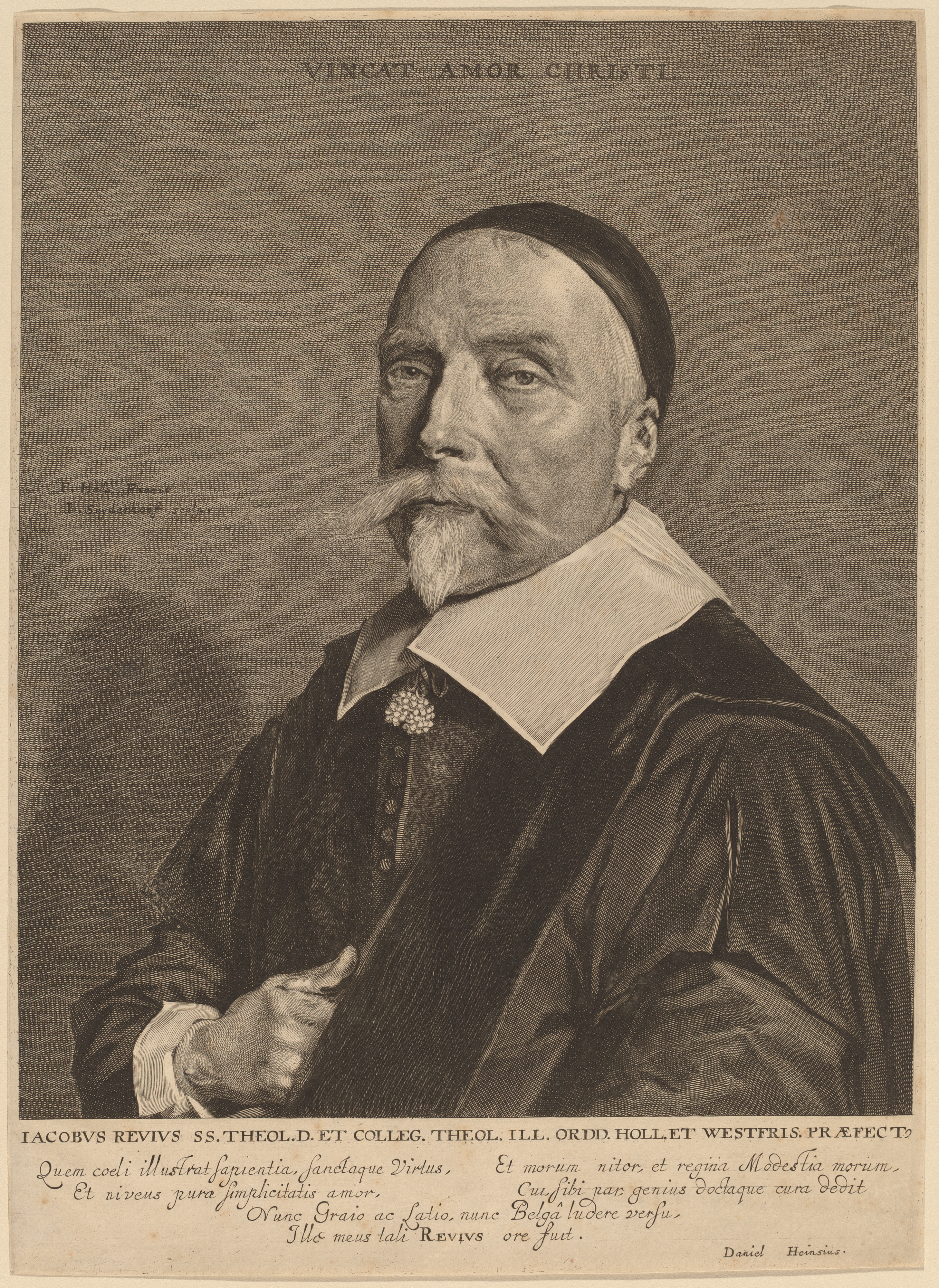
Jacobus Revius

Jacobus Revius, geboren als Jakob Reefsen, (* November 1586 in Deventer; † 15. November 1658 in Leiden) war ein niederländischer calvinistischer Prädikant, Dichter und Kirchenhistoriker.

## Leben und Wirken
Revius Vater Ryck Reefsen war der Bürgermeister von Deventer, der mit seiner Familie nach Amsterdam flüchtete, als die Stadt unter die Herrschaft der Spanier geriet (siehe: Spanische Niederlande). Er studierte von 1604 bis 1607 Theologie in Leiden und von 1607 bis 1610 in Franeker. Von 1610 bis 1612 war er auf Studienreise durch Frankreich, wo er mit der Poesie der Renaissance in Berührung kam, die auf sein eigenes Werk großen Einfluss haben sollte. Von 1614 bis 1641 war er als Hilfsprediger in seiner Geburtsstadt Deventer tätig, die sein Studium mit einem Stipendium finanziert hatte. In dieser Zeit war er an der Aufzeichnung der Staatsgeschichte beteiligt und veröffentlichte 1630 sein wichtigstes Werk, de Over-ysselsche Sangen en Dichten, die als ein Höhepunkt des Niederländischen Barocks betrachtet werden. 1615 heiratete er Christina Augustinus, die Tochter des Bürgermeisters von Deventer.
Ende 1641 wurde er Vorsteher des Statencolleges in Leiden, einem Internat für Theologiestudenten. In dieser Zeit beschäftigte sich Revius weniger mit der Poesie, sondern veröffentlichte lediglich 1651 ein Buch über die Geschichte von Deventer (Deventer Illustrata) und polemisierte ansonsten heftig in mehreren Streitschriften mit dem Philosophen Adriaan Heereboord (1614–1661) über die in seinen Augen verderbliche Philosophie René Descartes.
Revius' Werk wird bis heute gelesen und gesungen. Das mag auch daran liegen, dass der Dichter überwiegend in seiner Muttersprache publiziert hat. Mit der Renaissance artikulierten sich ja gelehrte Bestrebungen, die Poesie neuzubegründen, und Poesie auf Latein gewann in ganz Europa neues Gewicht. Zwar wurde im 17. Jahrhundert Poesie in den Nationalsprachen zum Thema in der europäischen Gelehrsamkeit, aber Französisch wurde Literatursprache – nach Latein die zweite Sprache der Gelehrsamkeit. Revius hingegen schrieb hauptsächlich Niederländisch und erreichte so auch die einfache Bevölkerung und Menschen, die nur ihre Muttersprache beherrschten.
Im Liedboek voor de Kerken, dem niederländischen Liederbuch für den kirchlichen Gottesdienst, sind sieben seiner Gedichte in modernisierter Fassung aufgenommen. Sein bekanntestes Gedicht ist Hy droegh onse smerten (er ertrug unsere Schmerzen) mit dem Beginn „T'en sijn de Joden niet, Heer Jesu, die u cruysten“ (Es sind nicht die Juden, Herr Jesu, die Euch kreuzigten).
Verschiedene Orte haben Straßen nach dem Dichter benannt, wie beispielsweise Reviusdreef in Leiderdorp oder Reviusstraat in Hazerswoude-Rijndijk.

## Werke
- Suarez repurgatus sive syllabus Disputationum metaphysicarum, Lugduni, 1648.
- Methodi Cartesianæ consideratio theologica, Lugduni, 1648.
- Statera philosophiae Cartesianae, Lugduni, 1650.
- Selected Poems of Jacobus Revius, Dutch Metaphysical Poet, Detroit, Wayne State University Press, 1968.